# White megye (Indiana)
White megye az Amerikai Egyesült Államokban, azon belül Indiana államban található. Megyeszékhelye és legnagyobb városa Monticello. Lakosainak száma 24 688 fő (2020. április 1.). White megye Pulaski, Cass, Carroll, Tippecanoe, Benton és Jasper megyékkel határos.

## Népesség
A megye népességének változása:
| Lakosok száma | 24 679 | 24 534 | 24 456 | 24 466 | 24 293 | 24 688 |
|               | 2010   | 2011   | 2012   | 2013   | 2015   | 2020   |